# Kwareżimal
El kwareżimal es un postre tradicional de Pascua de la gastronomía maltesa. Se elabora principalmente con harina, azúcar, piel de naranja y almendras molidas (intrita). Ya que no contienen proteínas animales, ni huevos ni productos lácteos, es una receta vegana.
El kwareżimal fue desarrollado por los Caballeros de Malta. La palabra proviene del italiano quarezima, literalmente significa cuaresma, el periodo en el que los cristianos evitaban el consumo de ciertos alimentos, aunque no del azúcar; A diferencia de hoy, antaño el azúcar se consideraba un tipo de especia debido a su alto costo y sus cualidades humorales.
En la Europa medieval, los productos animales debían evitarse en tiempos de penitencia. La elección de los ingredientes puede haber sido limitada, pero eso no significaba que las comidas fueran más pequeñas. Tampoco hubo restricciones contra el consumo moderado de alcohol o el consumo de dulces. Los banquetes celebrados en los días de pescado eran ocasiones populares para servir comida que imitaba carne, queso y huevos de varias maneras ingeniosas; el pescado se puede moldear para que parezca carne de venado y se pueden hacer huevos de imitación rellenando las cáscaras de huevo vacías con huevas de pescado y leche de almendras y cocinándolas en brasas.

## Historia
Según la tradición y muchos eruditos bíblicos, San Pablo Apóstol naufragó frente a las costas de Malta en el año 60 d. C. en su camino a Roma para enfrentar un juicio, y se salvó nadando a tierra firme. También se dice que San Pablo introdujo el cristianismo en Malta, convirtiéndolo en uno de los primeros puestos avanzados de la fe.
La era de los Caballeros de San Juan reforzó la tradición cristiana de las islas, y la cultura y la vida social maltesas están fuertemente influenciadas por su fe (sus habitantes son 98% católicos). La asistencia a la iglesia en Malta se encuentra entre las más altas de Europa, aunque está disminuyendo. Muchos dulces y pasteles malteses tradicionales solo están disponibles en ciertas épocas del año, vinculados al calendario litúrgico católico, como el kwareżimal.
El Kwareżimal es una especie de galleta hecha con especias y almendras molidas, una receta humilde originalmente hecha sin huevos ni mantequilla, porque durante la Cuaresma, abstenerse de comer productos animales o carne animal se consideraba una penitencia.